# Огнев, Борис Алексеевич
Бори́с Алексе́евич О́гнев  (род. 1907—1959) — учёный, исследователь московской архитектуры XIV—XV веков, историк и теоретик архитектуры. Оказал огромное влияние на своих современников-ученых, во многом предопределив основные направления развития истории древнерусской архитектуры.
Был женат на биологе Елене Александровне Неусыхиной (1924—1985), дочери историка-медиевиста А. И. Неусыхина.

## Научные труды
- Огнев Б. А. Успенский собор в Звенигороде на Городке. // Материалы и исследования по археологии СССР. Вып. 44. — М., 1955. С. 20—58. см. на сайте РусАрх Архивная копия от 13 апреля 2011 на Wayback Machine
- Огнев Б. А. О позакомарных покрытиях. (К вопросу реставрации позакомарных покрытий храмов северо-восточной Руси XII—XV веков) // Архитектурное наследство. № 10. — М., 1958. С. 43—58.
- Огнев Б. А. Вариант реконструкции Спасского собора Андроникова монастыря // Памятники культуры. Исследования и реставрация. Вып. 1. — М., 1959. С. 72—82.
- Огнев Б. А. Некоторые проблемы раннемосковского зодчества // Архитектурное наследство. № 12. — М., 1960. С. 45—62. см. на сайте РусАрх Архивная копия от 19 июля 2014 на Wayback Machine
- Московское зодчество конца XIV и первой четверти  XV столетия. Диссертация // Проблемы изучения памятников раннемосковского зодчества. К 600-летию Рождественского собора Саввино-Сторожевского монастыря и 100-летию со дня рождения архитектора Б. А. Огнева. — Звенигород, «Лето», 2008. 496 с. ББК 86.372
- Норштейн. Б. Ю. Архив архитектора Б. А. Огнева в собрании Звенигородского музея // Материалы юбилейной научно-практической конференции (Серпухов, 12—14 февраля 1996 года). — Серпухов, 1996. С.27—29.

Диссертация Б. А. Огнева в составе большого фонда графических материалов (планов, чертежей, проектов, реконструкций и рисунков), а также фотографий и слайдов была передана в Звенигородский музей в июне 1996 года С. А. Долгополовой, которой она досталась от вдовы архитектора — Елены Александровны Огневой (Неусыхиной). Опубликована в 2008 г. (см. список литературы).